# Abbey Grange
Abbey Grange (ang. The Adventure of the Abbey Grange) – opowiadanie Arthura Conana Doyle’a o przygodach Sherlocka Holmesa. Opublikowane w czasopismach The Strand Magazine (wrzesień 1904, ilustracje Sidney Paget) i Collier’s Weekly (grudzień 1904, ilustracje Frederic Dorr Steele), następnie w książce Powrót Sherlocka Holmesa w marcu 1905. Inne tytuły polskich przekładów to Zabójstwo w Abbey Grange i Morderstwo w Abbey Grange.
Właściciel posiadłości Abbey Grange sir Eustachy Brackenstall ginie od uderzenia pogrzebaczem w głowę. Ciało znaleziono na podłodze w jadalni. Jego żona zeznaje, że nocą na dwór napadło trzech rabusiów, którzy ogłuszyli ją, zakneblowali i przywiązali do fotela. Prawdziwość słów potwierdzać zdaje się świeży krwiak na jej głowie, jednak Holmes, jak zwykle przywiązując wagę do szczegółów, odkrywa ślady dawniejszych okaleczeń. Lady Brackenstall przyznaje, że mąż alkoholik znęcał się nad nią.
Detektyw dając wiarę wyjaśnieniom zamierza już wracać do Londynu, jednak zmienia zdanie i raz jeszcze ogląda kieliszki, z których rabusie pili wino, korek od butelki, sznur, którym skrępowano lady, a także dywan w jadalni. Dochodzi do wniosku, iż sprawca był tylko jeden, zapewne jakiś marynarz, zaś rabunek upozorowano. Lady i jej pokojówka, która miała wyzwolić ją z więzów, zaprzeczają, jakoby było inaczej niż zeznały, co utwierdza Holmesa w przekonaniu, że kogoś chronią.
Holmes identyfikuje prawdziwego podejrzanego i wysłuchawszy jego opowieści, jak doszło do śmierci sir Eustachego, mówi: 
Watsonie, będziesz ławą przysięgłych. Na podstawie zebranego materiału dowodowego, czy można uznać, że oskarżony jest winny?
Niewinny, panie sędzio - odpowiada Watson. 
Ekranizacje
- 1965 w serialu produkcji BBC (Holmes Douglas Wilmer, Watson Nigel Stock)[2]
- 1986 w serialu produkcji Granada TV (Holmes Jeremy Brett, Watson Edward Hardwicke, lady Brackenstall Anne Louise Lambert)[3]